# Horní Miletín
Horní Miletín (německy Ober Miletin) je malá vesnice, část města Lišov v okrese České Budějovice v Jihočeském kraji. Nachází se asi 4,5 kilometru východně od Lišova. Horní Miletín je také název katastrálního území o rozloze 2,21 km².

## Historie
První písemná zmínka o vesnici pochází z roku 1378.
Horní Miletín byla část Miletína, která patřila Rožmberků, (na rozdíl od Dolního, který patřil k hlubockému panství).

## Obyvatelstvo
| Rok            | 1869 | 1880 | 1890 | 1900 | 1910 | 1921 | 1930 | 1950 | 1961 | 1970 | 1980 | 1991 | 2001 | 2011 | 2021 |
| -------------- | ---- | ---- | ---- | ---- | ---- | ---- | ---- | ---- | ---- | ---- | ---- | ---- | ---- | ---- | ---- |
| Počet obyvatel | 111  | 105  | 100  | 104  | 117  | 120  | 116  | 125  | 111  | 108  | 88   | 65   | 81   | 91   | 88   |
| Počet domů     | 18   | 19   | 21   | 20   | 19   | 22   | 31   | 34   | 31   | 30   | 30   | 34   | 39   | 42   | 42   |

## Obecní správa
Od roku 1850 patřily obě vesnice pod Dunajovice, v letech 1921–1943 a opět 1945–1960 byly samostatnými obcemi. V letech 1943–1945 patřily pod Dunajovice. Od 12. června 1960 do 13. června 1964 byly obě vesnice součástí společné obce Miletín a pak byly připojeny k Lišovu.

## Pamětihodnosti
- kaple Panny Marie Lurdské

## Rodáci
- Jaroslav Kolář, sociolog, profesor VŠE

## Fotogalerie

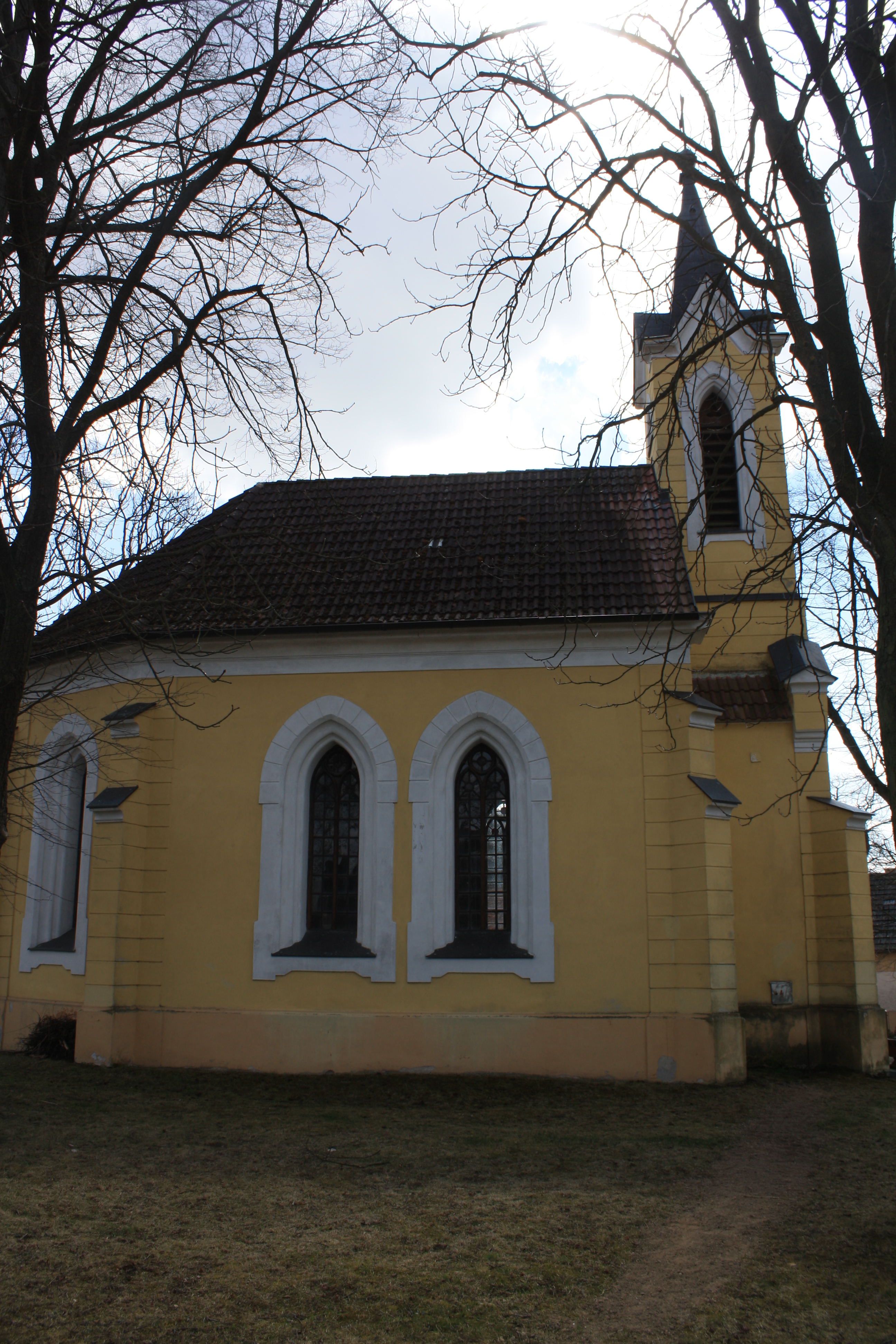
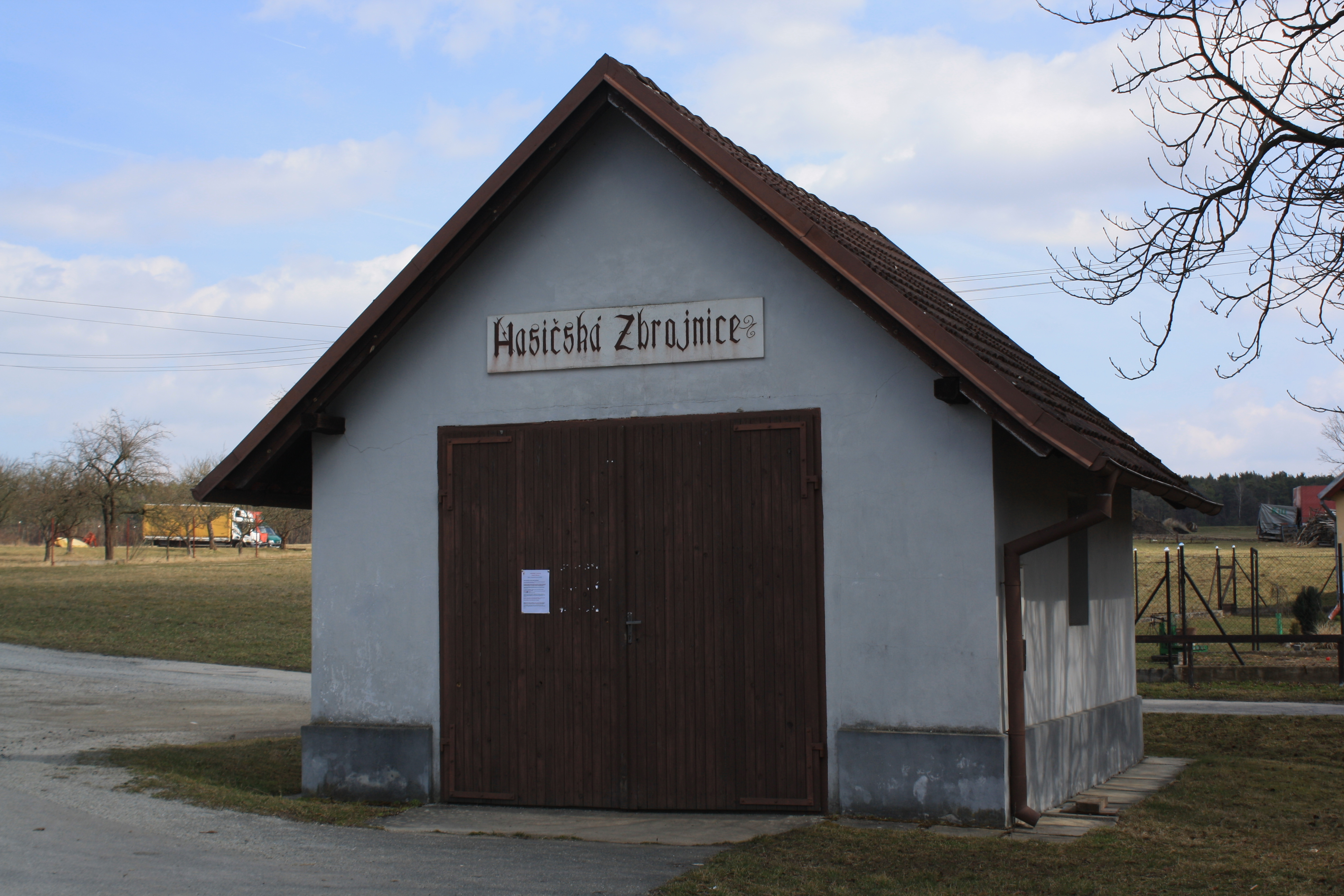